# Hamoon Derafshipour
Hamoon Derafshipour (in persiano هامون درفشی‌پور‎; Kermanshah, 22 settembre 1992) è un karateka iraniano.
Ha partecipato ai Giochi di Tokyo 2020, gareggiando nella squadra degli Atleti Olimpici Rifugiati.